# Robert Hooke
Robert Hooke (født 18. juli 1635 i Freshwater, Isle of Wight, England, død 3. marts 1703 i London) var en engelsk videnskabsmand, naturfilosof og arkitekt.
Ved at studere blandt andet kork gennem sit mikroskop (der kunne forstørre 50 gange) opdagede Hooke, at levende organismer består af celler, hvilket han offentliggjorde i sit værk Micrographia, som han udgav gennem Royal Society i 1665. Værket indeholder tegninger, der beskrev hans opdagelse. Udover kork studerede han også planter og dyr gennem sit mikroskop.
Hookes lov er opkaldt efter Robert Hooke.
Hooke, der døde ugift, var søn af John Hooke, der døde, da Robert Hooke var 13 år, og Cecily Hooke, født Gyles.